# فوتویونیزاسیون

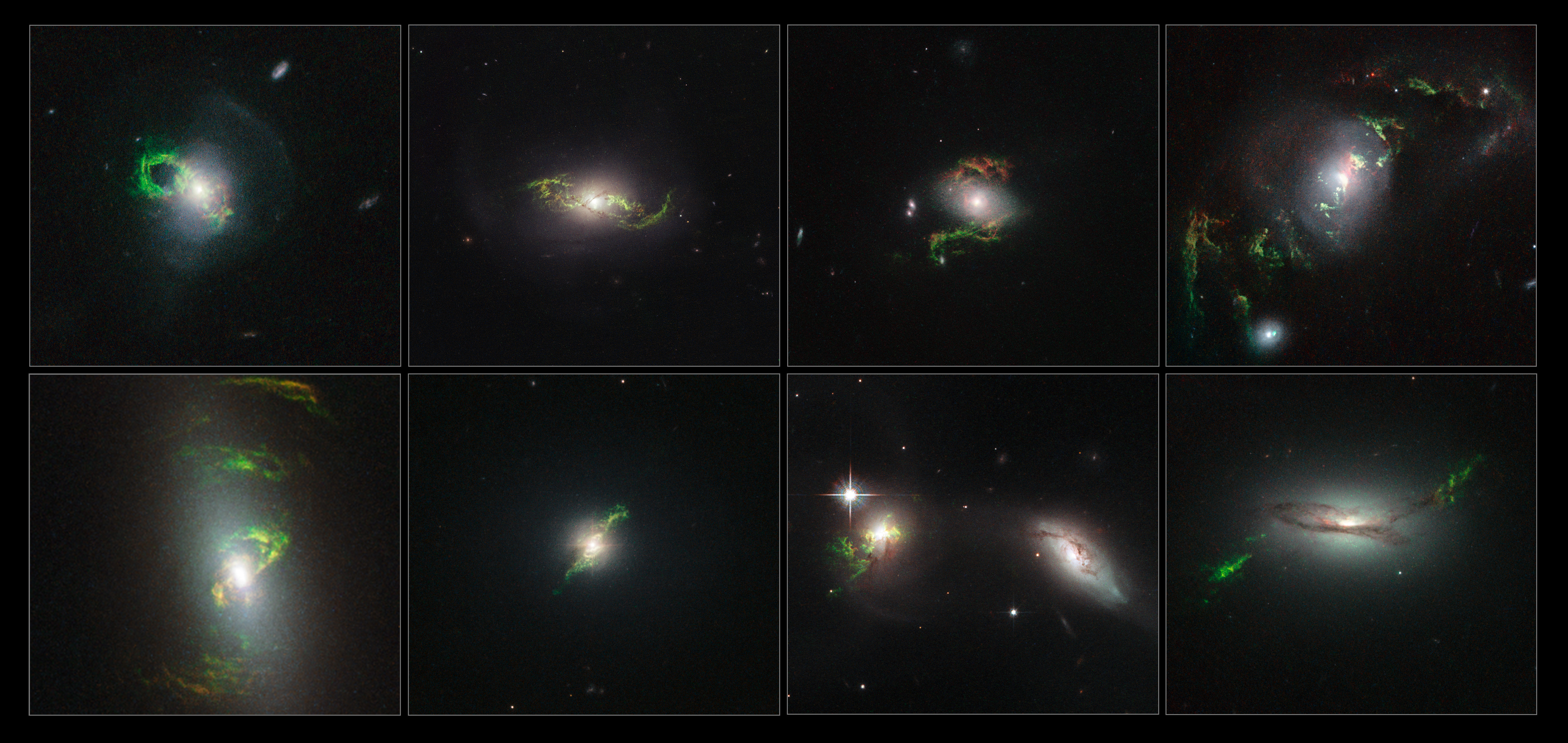
فوتویونیزاسیون فرآیندی است که رشته‌هایی که زمانی نامرئی بوده‌اند را در اعماق فضا تابنده می‌کند.

فوتویونیزاسیون (انگلیسی: Photoionization) فوتویونیزاسیون فرایندی فیزیکی است که در آن یک یون از برهمکنش یک فوتون با یک اتم یا مولکول تشکیل می‌شود.

## سطح مقطع
هر برهمکنشی بین فوتون و اتم یا مولکول منجر به فوتویونیزاسیون نمی‌شود. احتمال پیش‌آمدن فوتویونیزاسیون به سطح مقطع فوتویونیزاسیون گونه مربوط می‌شود - احتمال یک رویداد یونیزاسیون که به عنوان یک سطح مقطع فرضی تصور می‌شود. این مقطع به انرژی فوتون (متناسب با عدد موج آن) و گونه‌ای که در نظر گرفته می‌شود بستگی دارد؛ به این معنی که، به ساختار گونه مولکولی بستگی دارد. در مورد مولکول‌ها، سطح مقطع فوتویونیزاسیون را می‌توان با بررسی فاکتورهای فرانک-کاندون بین یک مولکول حالت پایه و یون هدف تخمین زد. این را می‌توان با محاسبه ارتعاشات یک مولکول و کاتیون مرتبط (پس از یونیزاسیون) با استفاده از نرم‌افزار شیمیایی کوانتومی، به عنوان مثال، مقداردهی اولیه کرد. برای انرژی‌های فوتون زیر آستانه یونیزاسیون، سطح مقطع فوتویونیزاسیون نزدیک به صفر است. اما با توسعه لیزرهای پالسی، ایجاد نور بسیار شدید و منسجمی که در آن یونیزاسیون چند فوتونی ممکن است از طریق دنباله‌ای از برانگیختگی‌ها و آرامش‌ها رخ دهد، امکان‌پذیر شده‌است. در شدت‌های حتی بالاتر (حدود ۱۰۱۵–۱۰۱۶ وات بر سانتی‌متر مربع نور مادون قرمز یا مرئی)، پدیده‌های غیر از آشفتگی مانند یونیزاسیون سرکوب مانع و یونیزاسیون مجدد مشاهده می‌شوند.